# Heysesche s-Schreibung
Die heysesche s-Schreibung (benannt nach Johann Christian August Heyse, 1764–1829) ist eine Regel in der deutschen Rechtschreibung, die festlegt, ob der stimmlose Laut [s] als „ss“ oder als „ß“ (Eszett oder „scharfes s“) geschrieben wird, sofern er nicht als einfaches „s“ geschrieben wird. Diese war in Österreich-Ungarn 1879 bis 1901 in Gebrauch und wurde zugunsten einer gemeinsamen Rechtschreibung durch die damals im Deutschen Reich gültige adelungsche s-Schreibung ersetzt. In der Rechtschreibreform von 1996 hat man sich für die heysesche s-Schreibung entschieden. Die beiden Regeln unterscheiden sich nur in ihrer Entscheidung zwischen „ss“ und „ß“. Zu Zeiten Heyses wurde noch zwischen dem langen s („ſ“) und dem runden s („s“) unterschieden. In der Schweiz hat diese Schreibung keine Relevanz.

## Regeln

### Heyse
Die Regel der heyseschen s-Schreibung für die Entscheidung zwischen „ss“ und „ß“ lautet:
Nach einem langen Vokal oder einem Diphthong schreibt man den stimmlosen s-Laut als „ß“, nach einem kurzen Vokal schreibt man „ss“.
Damit nähert die heysesche Schreibung die Darstellung des stimmlosen s-Lautes derjenigen der übrigen Konsonanten an, indem nach kurzem betontem Vokal entweder ein Doppelkonsonant oder eine feste Konsonantenverbindung steht, nach langem Vokal dagegen ein Einfachkonsonant (als solcher wird das ß dabei aufgefasst), dem allerdings Konsonanten eines anderen Wortbestandteils folgen dürfen.

### Adelung (zum Vergleich)
In adelungscher s-Schreibung gilt im Vergleich zur heyseschen s-Schreibung zusätzlich die graphotaktische Bedingung, dass am Wortende, vor einer Wortfuge und vor einem Konsonanten nie „ss“ geschrieben wird.

### Schweiz (zum Vergleich)
In der Schweizer s-Schreibung gilt, dass statt einem ß ein ss geschrieben wird.

### Gemeinsamkeiten
In der Schweiz ist wie bei Heyse und Adelung „s“ und „ß“/„ss“ unterschieden. Sowohl in der heyseschen als auch in der adelungschen s-Schreibung besteht ein Zusammenhang zwischen der Aussprache des vorangehenden Vokals und der Schreibung des stimmlosen s-Lautes in denjenigen Fällen, wo dieser s-Laut eine neue Silbe beginnt. So unterschieden sowohl Heyse als auch Adelung die unterschiedlich ausgesprochenen Wörter:
„die Buße“ (büßen) – „die Busse“ (Omnibusse)
„die Maße“ (Plural von „das Maß“) – „die Masse“ (physikalische Größe)
Ferner ist die Abgrenzung des als einfaches s geschriebenen stimmlosen s-Lautes bei Adelung und Heyse gleich. Einfaches s steht,
- wenn s im Wortstamm stimmhaft ist, aber stimmlos wird, weil es am Silbenende steht („Kreise / Kreis“ – Auslautverhärtung) oder ein stimmloser Konsonant folgt („lesen / ihr lest“, „reisen“ / „ihr reist“), wobei der vorangehende Vokal so gut wie immer lang ausgesprochen wird,
- in fester Kombination mit einem Folgekonsonanten, wo ein stimmhaftes s nach deutschen Aussprachegewohnheiten unmöglich ist und der vorangehende Vokal so gut wie immer kurz ausgesprochen wird („Last“, „Knospe“),
- in den festen Buchstabenkombinationen chs (sofern es [ks] ausgesprochen wird) und ps,
- in aus, bis, das, des, es und den Suffixen -es, -s und -nis (Da schrieb Adelung noch -niſʒ und Heyse noch -niſs, allerdings jeweils mit Ligatur.),
- in Fremdwörtern.

### Konvertierung zwischen heysescher, adelungscher und Schweizer s-Schreibung
- Ein Text in adelungscher s-Schreibung kann in heysesche s-Schreibung konvertiert werden, indem alle „ß“ nach kurzen Vokalen durch „ss“ ersetzt werden.
- Ein Text in heysescher s-Schreibung kann in adelungsche s-Schreibung konvertiert werden, indem alle „ss“ am Wortende, vor einer Wortfuge oder vor einem Konsonanten, falls sie zur gleichen Silbe gehören, durch „ß“ ersetzt werden.
- Ein Text in adelungscher oder heysescher s-Schreibung kann in Schweizer s-Schreibung konvertiert werden, indem man alle „ß“ durch „ss“ ersetzt.

## Eigenschaften

### Laut-Buchstaben-Zuordnung
Ob ein betonter einzelner Vokal kurz oder lang gesprochen wird, wird in der deutschen Rechtschreibung durch die folgenden Konsonanten gekennzeichnet: Wenn der Vokal kurz gesprochen wird, wird der folgende Konsonant verdoppelt (sofern nicht schon ohnehin mehrere Konsonanten folgen). Für das stimmlose s folgt die heysesche s-Schreibung dieser Regel, wobei der einzelne Konsonant als „ß“ geschrieben wird, um ihn vom stimmhaften s zu unterscheiden. Die adelungsche s-Schreibung hingegen wendet diese Regel nicht konsequent an: Am Wortende oder vor einer Wortfuge wird auch nach kurzem Vokal „ß“ geschrieben.
| nach         | Schreibung des Konsonanten | Beispiele                                           | stimmloser s-Laut       | stimmloser s-Laut        |
| nach         | Schreibung des Konsonanten | Beispiele                                           | Heysesche s-Schreibung  | Adelungsche s-Schreibung |
| ------------ | -------------------------- | --------------------------------------------------- | ----------------------- | ------------------------ |
| langem Vokal | einfach                    | Rate, Brot, Bratwurst; Strafe, Graf, Grafschaft     | Maße, Gruß, Stoßstange  | Maße, Gruß, Stoßstange   |
| kurzem Vokal | doppelt                    | Ratte, Gott, Schnittblume; Affe, straff, raffgierig | Tasse, Kuss, Missbrauch | Tasse                    |
| kurzem Vokal | einfach                    | —                                                   | —                       | Kuß, Mißbrauch           |

Durch die alleinige Bindung an die Vokallänge erleichtert die heysesche s-Schreibung zum Teil die Aussprache unbekannter Wörter mit „ss“ oder „ß“ hinsichtlich der Länge der jeweils vorangehenden Vokale gegenüber der adelungschen s-Schreibung. Umgekehrt muss folglich beim Schreiben die Länge des vorangehenden Vokals bekannt sein, genau wie bei scharfem [s] zwischen Vokalen und den meisten anderen Konsonanten.

### Stammprinzip
In der deutschen Rechtschreibung gilt das Prinzip der Stammschreibung (morphologisches Prinzip): Ein Wortbestandteil (Morphem) soll stets auf die gleiche Art geschrieben werden.
Die heysesche s-Schreibung befolgt dieses Prinzip konsequent, die adelungsche s-Schreibung nicht:
| grammatikalische Form bei kurzem Stammvokal | Schreibung des Konsonanten | Beispiele                            | stimmloser s-Laut      | stimmloser s-Laut        |
| grammatikalische Form bei kurzem Stammvokal | Schreibung des Konsonanten | Beispiele                            | Heysesche s-Schreibung | Adelungsche s-Schreibung |
| ------------------------------------------- | -------------------------- | ------------------------------------ | ---------------------- | ------------------------ |
| Konsonant gefolgt von Vokal                 | doppelt                    | paffen, ich paffe; rammen, ich ramme | passen, ich passe      | passen, ich passe        |
| Konsonant gefolgt von Konsonant             | doppelt                    | er pafft, gepafft; er rammt, gerammt | er passt, gepasst      | —                        |
| Konsonant gefolgt von Konsonant             | einfach                    | —                                    | —                      | er paßt, gepaßt          |

Das Stammprinzip verlangt hier, dass „passt“ mit doppeltem s geschrieben wird, im Gegensatz zu „Hast“ – analog zu „pafft“, das mit doppeltem f geschrieben wird, im Gegensatz zu „Haft“.
Bei den deutschen starken Verben mit dem Ablaut für die verschiedenen Zeitformen können verschiedene Verbstämme bestehen. Innerhalb dieser Verbstämme gilt jeweils wieder das Stammprinzip (z. B. treffen/er trifft im Präsensstamm, trafen/ihr traft im Präteritalstamm). Auch hier folgt die heyseschen s-Schreibung konsequent dem Stammprinzip, nicht aber die adelungsche s-Schreibung.
| grammatikalische Form            | Schreibung des Konsonanten | Beispiele                                                              | stimmloser s-Laut      | stimmloser s-Laut        |
| grammatikalische Form            | Schreibung des Konsonanten | Beispiele                                                              | Heysesche s-Schreibung | Adelungsche s-Schreibung |
| -------------------------------- | -------------------------- | ---------------------------------------------------------------------- | ---------------------- | ------------------------ |
| Präsensstamm mit langem Vokal    | einfach                    | greifen, ich greife; leiden, ich leide; streiten, ich streite          | beißen, ich beiße      | beißen, ich beiße        |
| Präteritumstamm mit kurzem Vokal | doppelt                    | ich griff, wir griffen; ich litt, wir litten; ich stritt, wir stritten | ich biss, wir bissen   | wir bissen               |
| Präteritumstamm mit kurzem Vokal | einfach                    | —                                                                      | —                      | ich biß                  |
| Präsensstamm mit kurzem Vokal    | doppelt                    | treffen, er trifft                                                     | fressen, er frisst     | fressen                  |
| Präsensstamm mit kurzem Vokal    | einfach                    | —                                                                      | —                      | er frißt                 |
| Präteritumstamm mit langem Vokal | einfach                    | ich traf, wir trafen                                                   | ich fraß, wir fraßen   | ich fraß, wir fraßen     |

Der als Gegner der Rechtschreibreform bekannte Germanist Theodor Ickler vertritt die Ansicht, der in der adelungschen Schreibung auftretende Wechsel zwischen ss und ß (wie in passen/gepaßt oder ich biß/wir bissen) verstoße nicht gegen das Stammprinzip, wenn man ß als „Ligatur für ss in Nichtgelenk-Position“ verstehe. Dem steht entgegen, dass ß auch schon lange vor der Reform nicht mehr als Ligatur, sondern als eigenständiger Buchstabe aufgefasst wurde.

## Kritik

### Gefahr der Übergeneralisierung
Nach der Reform der deutschen Rechtschreibung von 1996 wurde berichtet, die heysesche s-Schreibung führe gelegentlich zur Übergeneralisierung, weil sie dahingehend missverstanden werde, als laute die zugrundeliegende Regel:
Nach kurzem Vokal folgt immer „ss“, nach langem Vokal oder Doppelvokal folgt immer „ß“.
Die Befürchtung war, zu Zeiten der adelungschen Schreibung verbreitete Fehler wie „Ausweiß“ oder „Ohne Fleiß kein Preiß“ könnten dadurch häufiger auftreten als bisher.
Beispiele für die falsche Anwendung der heyseschen s-Schreibung waren nach der Reform in der Presse und sogar in Schulbüchern zu finden, woraufhin einige Kritiker auf einen prinzipiellen Nachteil der heyseschen gegenüber der adelungschen s-Schreibung schlossen.
Kritiker dieses Standpunkts verweisen demgegenüber auf die drastische Zunahme von Rechtschreibfehlern in allen Bereichen der Orthographie. Demnach sei nicht die heysesche s-Schreibung die Ursache, sondern die starke Beschleunigung der Kommunikation insbesondere durch formlosere elektronische Medien wie E-Mail und SMS. In deren Folge habe das Bewusstsein für Orthographie generell stark abgenommen. Die Presse stehe zudem unter höherem Zeit- und Kostendruck und setze wesentlich weniger Korrektoren ein.

### Ausspracheunterschiede
Ein weiterer Kritikpunkt ist, dass die Aussprache einiger Wörter nicht überall im deutschen Sprachraum gleich sei und die heysesche Schreibweise daher vermehrt Doppelformen erfordere oder Fehler provoziere. Beispiele seien die „Maß Bier“, die in Bayern anders als im Übrigen deutschen Sprachraum mit kurzem a gesprochen werde, sowie der „Spaß“, der in einigen Gegenden mit kurzem Vokal gesprochen werde. Damit sei die korrekte Schreibweise einiger Wörter regionalen Unterschieden unterworfen.
Die Gegenkritik führt dazu an, dass diese regionalen Unterschiede im Plural auch bei adelungscher Schreibweise auftreten, etwa bei „Geschosse“ (österreichisch „Geschoße“ für Stockwerke), und die adelungsche Schreibweise dieses Problem nur im Singular umgeht. Auch nach Adelung richtet sich die Schreibweise im Plural wegen des nachfolgenden Vokals nach der Länge des vorangehenden Vokals, weshalb man sich auch hier zwischen Späße und Spässe entscheiden muss. Dies ist daher auch im Singular zumutbar. Adelungsche und heysesche Schreibweise sind im Plural immer identisch, nach Heyse schreibt man lediglich auch im Singular immer so, wie man im Plural schreibt.
Um solche regionalen Unterschiede in der Aussprache stärker zu berücksichtigen, wurden mittlerweile auch alternative Schreibweisen zugelassen; die 24. Auflage des Duden führt mit „Maß“ und „Mass“ beide Schreibweisen auf, und zwar beide ohne eine regionale Beschränkung (das Wörterverzeichnis der amtlichen Regelung enthält allerdings nur „Maß“). Für Österreich sieht das amtliche Wörterverzeichnis auch „Geschoß“ – zusätzlich zu „Geschoss“ – vor, seit 2006 auch „Spass“ – zusätzlich zu „Spaß“.
Jedenfalls seien nur sehr wenige Wörter von dieser Problematik betroffen und diese als Teil des Dialekts anzusehen; im schriftlich niedergelegten Dialekt ergeben sich auch bei anderen Wörtern regelmäßig Unterschiede in der Schreibweise, etwa bayerisch „Preiß“ statt „Preuße“.

### Lesbarkeit

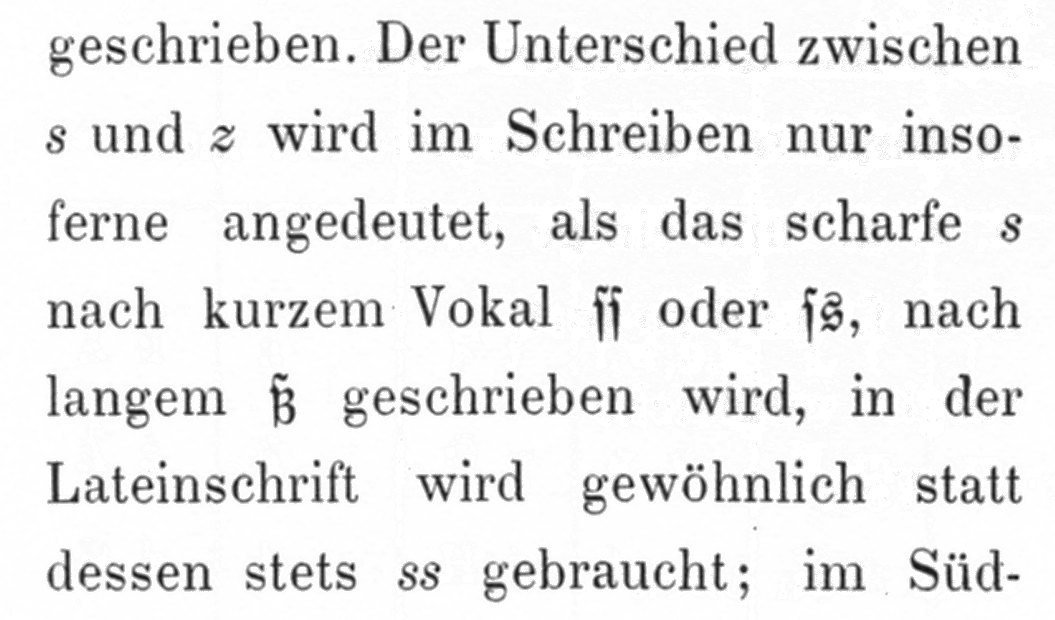
Buch der Schrift, K. u. K. Hof- und Staatsdruckerei Wien 1880; hier weder ſſ noch ſs als Ligatur.

Da nach der heyseschen s-Schreibung im Gegensatz zur adelungschen s-Schreibung auch am Wortende und vor Wortfugen ein „ss“ auftreten kann und weil der Buchstabe „s“ sehr häufig am Wortanfang steht, kommt es in zusammengesetzten Wörtern sehr häufig (häufiger als bei allen anderen Konsonanten zusammengenommen) zum Aufeinandertreffen von drei „s“, wie zum Beispiel in dem Wort „Missstand“, was nach Meinung von Kritikern schlechter lesbar ist als die Schreibweise „Mißstand“. Auch wenn das zweite Wort der Zusammensetzung mit einem anderen Buchstaben als „s“ beginnt, könne ein „ß“ die Binnengrenze (d. h. die Wortfuge) verdeutlichen und die Lesbarkeit verbessern, beispielsweise in den Wörtern „Messergebnis/Meßergebnis“ oder „Messingenieur/Meßingenieur“.
Dieses Problem trat in der ursprünglichen heyseschen s-Schreibung nicht auf, weil damals zwischen dem langen s („ſ“) und dem runden s („s“) unterschieden wurde. Am Wortende konnte nur das runde s stehen, das deshalb auch Schluss-s genannt wird und in zusammengesetzten Wörtern die Wortfuge kennzeichnet. Statt „Missstand“ und „Messergebnis“ schrieb man also „Miſsſtand“ und „Meſsergebnis“. Da damals auch für ff, ft, ſſ und ſt im Drucksatz Ligaturen benutzt wurden, wurde speziell für die heysesche s-Schreibung auch eine Ligatur ſs geschaffen. Somit waren die Ligaturen „ſs“ und „ſʒ“ bei der Anwendung der heyseschen Regel im Fraktursatz zwei verschiedene Schriftzeichen.
| Fraktur nach Adelung      | Waſſerschloſʒ | Floſʒ | Paſʒſtraſʒe             | Maſʒſtab | Grasſoden | Hauseſel |
| Fraktur nach Heyse        | Waſſerschloſs | Floſʒ | Paſsſtraſʒe             | Maſʒſtab | Grasſoden | Hauseſel |
| Antiqua 19. Jh.           | Wasserschloss | Floss | Paſsstrasse             | Maſsstab | Grassoden | Hausesel |
| Antiqua 20. Jh. (Adelung) | Wasserschloß  | Floß  | Paßstraße               | Maßstab  | Grassoden | Hausesel |
| Antiqua 21. Jh. (Heyse)   | Wasserschloss | Floß  | Passstraße, Pass-Straße | Maßstab  | Grassoden | Hausesel |

Ligaturen des Fraktursatzes sind nicht als solche dargestellt, um ihre Elemente möglichst getreu wiederzugeben. So ist das heute übliche Antiqua-ß hier nur für Lateinschreibung seit dem 20. Jahrhundert verwendet.

## Geschichte
Die heysesche s-Schreibung wurde von dem Magdeburger Grammatiker Johann Christian August Heyse (1764–1829) in den 1820er Jahren propagiert, kann aber mindestens bis auf Friedrich Carl Fulda (1724–1788) zurückverfolgt werden, einen schwäbischen Pfarrer, der sich nebenher als Sprachforscher betätigte. Heyse selbst verwies insbesondere auf Johann Gottlieb Radlof (1775–1846), der 1820 in seiner „Ausführlichen Schreibungslehre der teutschen Sprache“ vierzig Seiten den „Säusel- und Zischlauten“ gewidmet hatte.
Zunächst fand die heysesche s-Schreibung keine große Verbreitung. Die Richtlinien für preußische und für bayerische Schulen folgten der adelungschen s-Schreibung.
Im Jahr 1876 protokollierte die I. Orthographische Konferenz zum Thema heysesche s-Schreibung:

„Demnächst empfahl Hr. Scherer, für jetzt bei der allgemein verbreiteten Adelungschen Regel stehen zu bleiben; Heyse sei bisher im Wesentlichen nur in Schulen durchgedrungen, und aus Österreich können Redner bezeugen, daß auch wer danach unterrichtet werde, die Heysesche Regel später wieder aufzugeben pflege.“

Erst 1879 kam die heysesche s-Schreibung zu größerer Verbreitung, als sie an österreichischen Schulen als Rechtschreibregel eingeführt wurde. Von den meisten österreichischen Zeitungen wurde sie allerdings nicht angewandt.
Im Jahr 1901 wurde die heysesche s-Schreibung auf der II. Orthographischen Konferenz „im Interesse der Einheitlichkeit“ aufgegeben, um eine einheitliche Rechtschreibung zu ermöglichen. Stattdessen wurde auch an österreichischen Schulen die adelungsche s-Schreibung eingeführt.
Bei der Reform der deutschen Rechtschreibung von 1996 wurde die heysesche s-Schreibung zur Schreibregel erhoben; Eigennamen bleiben unverändert, jedoch hat der Ständige Ausschuss für Geographische Namen (StAGN) am 17. September 1999 die Empfehlung beschlossen, die Schreibweise geographischer Namen den reformierten Regeln anzupassen, sofern sie nicht schon den traditionellen Rechtschreibregeln widersprachen. Im Zuge der Korrektur der Rechtschreibreform von 1996 beschäftigte sich der Rat für deutsche Rechtschreibung auch mit dieser Regel, deren Wiedereinführung nach wissenschaftlichen Studien zunächst zu häufigeren und neuartigen Schreibfehlern geführt hatte; es wurden jedoch keine Änderungen gegenüber der Regelung von 1996 beschlossen.